# Bolesław Krysiewicz

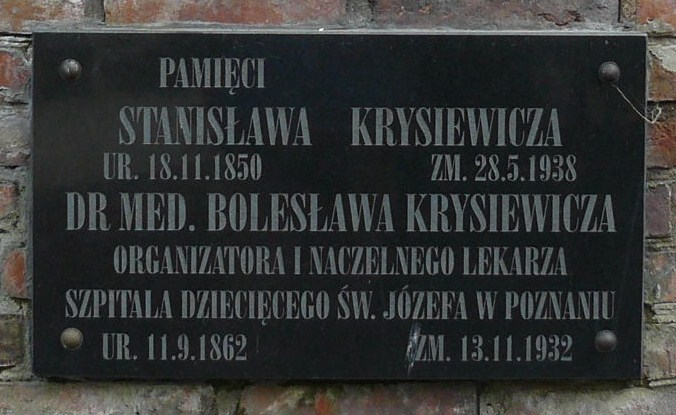
Tablica pamiątkowa w Poznaniu (cmentarz Zasłużonych Wielkopolan)

Bolesław Krysiewicz (ur. 11 września 1862 w Czarnkowie, zm. 13 listopada 1932 w Poznaniu) – lekarz, społecznik, polski działacz niepodległościowy w okresie międzywojennym, związany z Wielkopolską. Uczestnik powstania wielkopolskiego.

## Kariera lekarska
Ukończył gimnazjum Marii Magdaleny w Poznaniu. Od 1881 studiował medycynę we Wrocławiu, a potem kontynuował naukę na uniwersytetach w Würzburgu i Lipsku. Następnie był chirurgiem w Poznaniu, w Szpitalu Przemienienia Pańskiego. Brał udział w opracowywaniu słownika lekarskiego, był sekretarzem redakcji tego przedsięwzięcia. Od 1893 piastował stanowisko naczelnego lekarza w Szpitalu Dziecięcym św. Józefa w Poznaniu (w 1958 jednostka ta została nazwana jego imieniem).

## Działalność polityczna

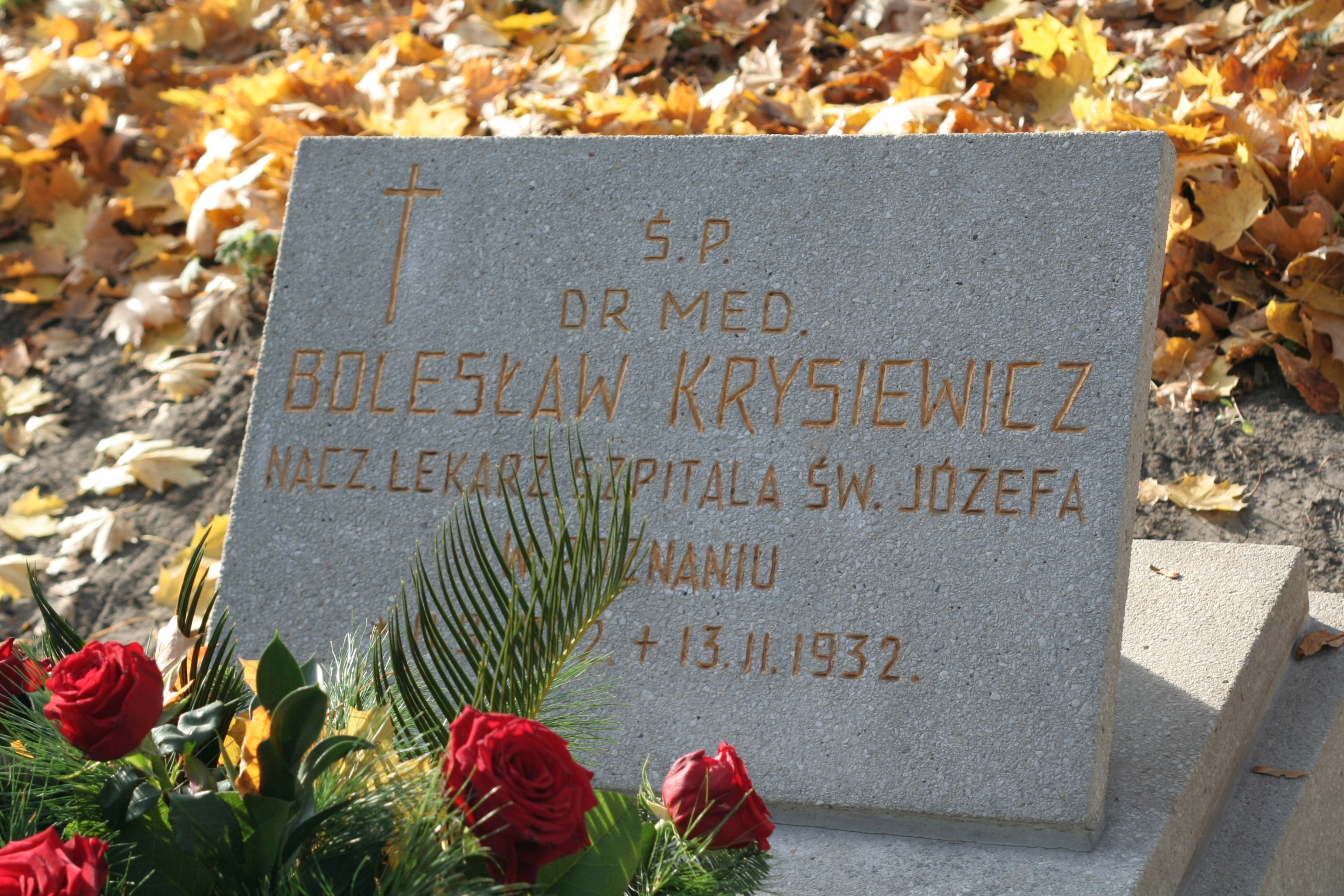
Grób Bolesława Krysiewicza na cmentarzu Zasłużonych Wielkopolan w Poznaniu

W 1900 Krysiewicz wstąpił do Ligi Narodowej, a później był pierwszym przywódcą Polskiego Towarzystwa Demokratycznego. Był także członkiem Towarzystwa Gimnastycznego „Sokół”. W 1913 został sekretarzem Rady Narodowej w Poznaniu. Był jednym z członków delegacji witającej na dworcu w Poznaniu Ignacego J. Paderewskiego w 1918 – wydarzenie to poprzedziło wybuch powstania wielkopolskiego. Był delegatem na Polski Sejm Dzielnicowy w Poznaniu w 1918. Później został delegatem Wielkopolski na obrady Sejmu Ustawodawczego.
2 maja 1923 został odznaczony Krzyżem Oficerskim Orderu Odrodzenia Polski „za zasługi, położone dla Rzeczypospolitej Polskiej na polu pracy obywatelskiej”.
Pochowany został na cmentarzu Zasłużonych Wielkopolan na Wzgórzu św. Wojciecha w Poznaniu.
Był żonaty z Marią Malczewską-Skarbek, z którą miał dwie córki: Annę (ur. 1902) i Helenę (ur. 1904).